# Mugdock Castle
Mugdock Castle är en borgruin i Stirling i Skottland.
Mugdock Castle ligger 156 meter över havet. Runt Mugdock Castle är det tätbefolkat, med 397 invånare per kvadratkilometer. Närmaste större samhälle är Glasgow, 11 km söder om Mugdock Castle.